# غوردون روبرتسون (لاعب هوكي جليد)
غوردون روبرتسون هو لاعب هوكي جليد كندي، ولد في 25 يونيو 1926 في كاستليغار في كندا.

## وصلات خارجية
- غوردون روبرتسون على موقع EliteProspects.com (الإنجليزية)
- غوردون روبرتسون على موقع أوليمبيديا (الإنجليزية)